# Justizvollzugsanstalt Straubing

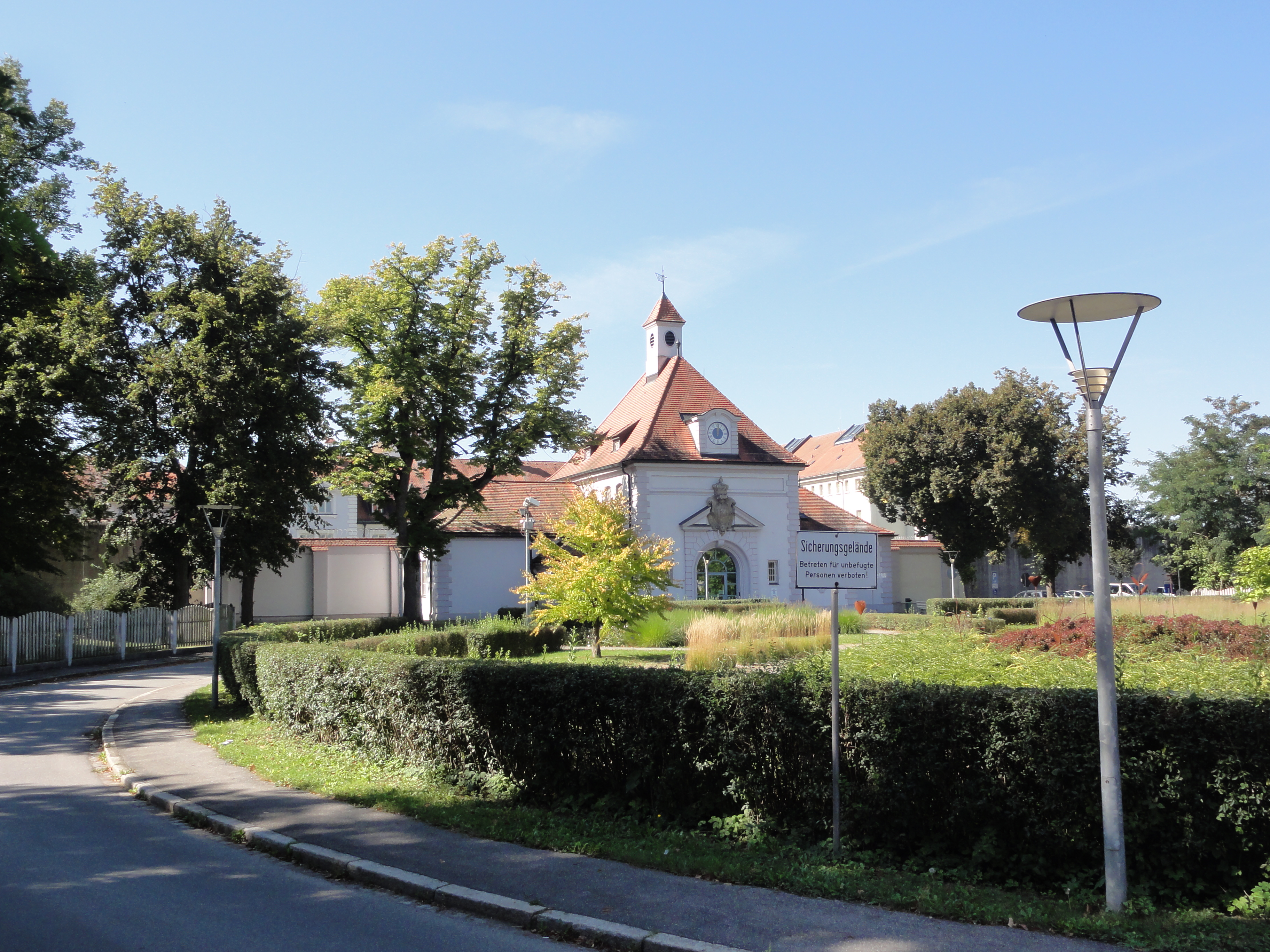
Außenansicht des Eingangsbereichs

Die Justizvollzugsanstalt Straubing (kurz JVA Straubing) ist eine Justizvollzugsanstalt des Freistaates Bayern in Straubing. Es existieren hier zudem eine besondere psychiatrische Abteilung und eine vom Strafvollzug getrennte Einrichtung für Sicherungsverwahrung.

## Geschichte
Die Anstalt wurde 1898 bis 1902 als nach den seinerzeit modernsten Maßstäben ausgestattetes Zuchthaus für die Justizverwaltung des Königreichs Bayern errichtet. Als Muster diente das englische Gefängnis Pentonville. Die Gebäude aus dieser Zeit stehen unter Denkmalschutz.
Am 1. Mai 1917 wurde das damals so genannte Krankenhaus für irre Verbrecher – heute Psychiatrische Abteilung der Justizvollzugsanstalt Straubing – eröffnet. 1932 wurde der außerhalb der Umwehrungsmauern liegende Gutshof errichtet. Während des Zweiten Weltkrieges war die Anstalt vorübergehend mit mehr als 3.000 Gefangenen belegt.
Nach den Schäden im Zweiten Weltkrieg wurden die Arbeitsbetriebe wieder aufgebaut und die Wachtürme an der Umwehrungsmauer errichtet.
Zum 1. April 1970 wurde aufgrund der Einführung der einheitlichen Freiheitsstrafe die Anstalt von Zuchthaus in Justizvollzugsanstalt umbenannt.
Im Jahre 1973 wurde der Neubau des Wirtschafts- und Schultraktes abgeschlossen und 1983 die Errichtung eines neuen Betriebsgebäudes, in dem heute ein großer Unternehmerbetrieb untergebracht ist, beendet. Eine umfassende Sanierung der acht Zellenflügel der Anstalt wurde Ende des Jahres 1988 abgeschlossen.
Anfang 1990 kam es bei einer Gefangenenmeuterei zu einer Dachbesteigung von Strafgefangenen. Dieser Sachverhalt war im selben Jahr auch Gegenstand eines parlamentarischen Untersuchungsausschusses im Bayerischen Landtag. Der am 21. März 1990 eingesetzte Untersuchungsausschuss sollte einer Petition von 338 Insassen nachgehen. Dabei ging es unter anderem um die Behandlung von Strafgefangenen mit Psychopharmaka (Leponex 100) durch Straubinger Anstaltsärzte. Die Tageszeitung TAZ berichtete am 14. Juli 1990 in diesem Zusammenhang auch über den Amtsvorgänger Dr. Last: „Der Anstaltsarzt mußte den Sachverhalt einräumen. Doch sei die Applikation von Dapotum D in 193 Fällen kein „Großversuch“, sondern eine „klinische Prüfung“ gewesen.“
Das neue Besucherzentrum unter dem Verwaltungshof wurde 2001 in Betrieb genommen.
Im April 2009 wurde die JVA-Psychologin Susanne Preusker von einem Sexualstraftäter, den sie zuvor jahrelang versucht hatte zu therapieren, sieben Stunden lang eingesperrt, mit einem Messer bedroht und vergewaltigt.
Die vom Strafvollzug getrennte Einrichtung für Sicherungsverwahrung mit 84 Plätzen wurde 2012/2013 im südlichen Teil der Anstalt errichtet und am 18. Juni 2013 bezogen.
Die JVA Straubing ist im Jahr 2015 die etwa fünftgrößte (nach Haftplätzen) Justizvollzugsanstalt in Bayern.

## Heutige Nutzung
Die Justizvollzugsanstalt Straubing hat derzeit im Regelvollzug 845 Haftplätze. Die Belegungszahlen verändern sich immer wieder leicht. Bekannt ist Straubing als Haftort für Kapitalverbrecher mit einer Freiheitsstrafe ab sechs Jahren. Zudem differenziert die Justizvollzugsanstalt Straubing zwischen einer Abteilung für Strafgefangene, die erstmals in Haft sind (Erstvollzug), Strafgefangenen, die noch besonders jung sind – zwischen 22 und 27 Jahren (Abteilung für junge Gefangene) – und zwischen Strafgefangenen, die schon mehrfach wegen Straftaten verurteilt wurden (Regelvollzug). Weiterhin hat die JVA Straubing eine Untersuchungshaft-Abteilung. Dort werden im Allgemeinen nur Untersuchungshaftgefangene untergebracht, die eine lange Haftstrafe zu erwarten haben. Seit einigen Jahren gibt es auch eine Abteilung für Strafgefangene, die Sexualstraftaten begangen haben. Diese heißt sozialtherapeutische Abteilung (SothA). Eine weitere sozialtherapeutische Abteilung wurde vor nicht allzu langer Zeit für Gewaltstraftäter errichtet.
In dieser Justizvollzugsanstalt ist es möglich, mehrere Berufe zu erlernen – unter anderem seit 2014 „Fachkraft für Lagerlogistik“. Das Studium über die Fernuniversität Hagen wird seit 2011 nicht mehr angeboten. Dazu wurde eine zentrale Ausbildungseinrichtung in der JVA Würzburg eingerichtet. Gefangene, die sich für ein Studium interessieren, können abweichend vom Vollstreckungsplan, dorthin verlegt werden.
Die Anstalt hat auch noch eine besondere psychiatrische Abteilung, das sogenannte Haus 3, die auch für Gesundheitsfürsorge anderer Justizvollzugsanstalten dient. Ferner gibt es dort eine Abteilung für Insassen, bei denen die Maßregel gemäß § 66 StGB Sicherungsverwahrung angeordnet wurde.
Die Justizvollzugsanstalt verfügt über ein modernes und sicheres Besucherzentrum.
Bekannt ist sie zudem durch jährliche Aufführungen von Theaterstücken geworden. Diese werden von Laienschauspielern (ausnahmslos Strafgefangene) aufgeführt. Die Öffentlichkeit kennt die JVA Straubing auch durch den Bazar, der jährlich im Oktober stattfindet. Dort werden Malereien und Bastelstücke verkauft. Dieser Bazar wird meist von mindestens 3.000 Besuchern frequentiert.
In Straubing befindet sich auch die Bayerische Justizvollzugsakademie, in der angehende Beamte der 2. Qualifizierungsebene (bis 2010 mittlerer Dienst) ausgebildet werden. Sie ist jedoch nicht der Justizvollzugsanstalt Straubing angegliedert, sondern selbständig.

## Bekannte Gefangene
- Adolf von Harnier (1903–1945), führendes Mitglied der monarchistischen Harnier-Widerstandsgruppe zur Zeit des Nationalsozialismus
- Herisch A., Mörder des Modeschöpfers und Autors Rudolph Moshammer.
- Theo Berger (1941–2003), sog. „Al Capone vom Donaumoos“, mit Unterbrechungen zwischen 1968 und 2003
- Johannes Bojko, Münchner Rock'n Roll Musiker und Bassist der Paul Würges Combo, 2006 vom Landgericht München I (Richter Götzl) wegen Mord an dem Münchner Zahnarzt Armin Frank in einem Indizienverfahren zu lebenslanger Freiheitsstrafe verurteilt.
- Horst David (1938–2020), Serienmörder aus Regensburg
- Knut Folkerts (* 1952), RAF-Terrorist
- Klaus G. (von 1967 bis 2015), der sogenannte Mittagsmörder von Nürnberg.
- Rolf Heißler (1948–2023), RAF-Terrorist
- Stephan Letter (* 1978), bekannt als der „Todespfleger von Sonthofen“, wurde wegen sechzehnfachen Mordes, zwölffachen Totschlags und wegen Tötung auf Verlangen zu lebenslanger Freiheitsstrafe mit der Feststellung der besonderen Schwere der Schuld verurteilt.
- Alois Lindner (1887–nach 1943), Attentäter, 1919 bis 1928
- Bernhard Rössner (* 1946), RAF-Terrorist
- Bodo Schnabel, Vorstandsvorsitzender der Comroad[6]
- Dimitri Todorov (* 1947), der eine lebenslange Freiheitsstrafe wegen Bankraub mit Geiselnahme und versuchtem Mord verbüßt hat und in seinem Buch „22 Jahre Knast“ darüber berichtet
- Benedikt (Bence) Toth, Mörder der Parkhaus-Erbin Charlotte Böhringer
- Dieter Zlof (* 1942), Entführer des Industriellensohns Richard Oetker, hat einen Teil seiner Freiheitsstrafe in der JVA Straubing verbüßt
- Hubertus Becker (* 1951), Drogenschmuggler, später weitere Verurteilung wegen versuchter Geldwäsche des Lösegelds aus der Oetker-Entführung, er hatte Dieter Zlof in Straubing kennengelernt
- Matthias E., 6 Jahre und zwei Monate auf umstrittener Grundlage Verurteilter und später Freigesprochener im Todesfall Rudolf Rupp.[7]
- Maximilian Pollux, verurteilt wegen diverser Gewaltdelikte sowie Drogenhandel, heute Anti-Gewalt-Trainer, Gründungsmitglied SichtWaisen e. V.[8][9]